# Keleti szivárványos boa
A keleti szivárványos boa (Epicrates cenchria hygrophilus) a szivárványos boa (E. cenchria) kilenc vagy tíz alfajának egyike. Brazília keleti részén, Espirito Santo államban és környékén él, így a szivárványos boa kiterjedt dél-amerikai élőhelyének legkeletibb részén található. Angol nyelvterületen Espirito Santo rainbow boa a neve. Élettere részben összeér a felföldi- (E. c. polyplesis) és a Caatinga szivárványos boa (E. c. assisi) élettereivel.

## Külső hivatkozások
- The Herpetologist's League
- Animal taxonomia[halott link]